# Teratauxta paradoxa
Teratauxta paradoxa là một loài bướm đêm trong họ Crambidae.